# سقنقور ثلاثي الأصابع
سقنقور ثلاثي الأصابع (الاسم العلمي: Saiphos equalis)هو جنس من الزواحف يتبع فصيلة السقنقورية، يتواجد في شرق أستراليا من جنس السايفوس، يقوم بوضع بيوضه في الأعشاب أو في المناطق الجبلية الباردة.